# Out With Dad
Out With Dad ist eine kanadische drama-geprägte Webserie, die geschrieben, produziert und unter der Regie von Jason Leaver entstand. Sie wird offiziell von PFLAG Canada (Parents and Friends of Lesbians and Gays) unterstützt.

## Handlung
Die Serie handelt von dem lesbischen Teenager Rose Miller und ihrem Coming-out. Zur Seite steht ihr der alleinerziehende Vater Nathan.
Dabei wird nicht nur die Schwierigkeit eines Jugendlichen, sich zu outen, sondern auch Perspektiven der Umwelt aufgegriffen.

### Staffel 1
Die besten Freundinnen Rose und Vanessa sind sich nicht sicher, ob sie lesbisch sein könnten. Ein Kuss soll Klarheit schaffen. Während Rose nach dem Kuss klar wird, dass sie sich zu Vanessa hingezogen fühlt, versucht Vanessa zunächst, ihre Gefühle zu unterdrücken, und bestreitet ihre Zuneigung gegenüber Rose.
Roses Vater Nathan hegt ebenfalls den Verdacht, dass seine Tochter lesbisch sein könnte. Er recherchiert im Internet und befragt einen schwulen Bekannten, da er zunächst nicht weiß, wie er sich seiner Tochter gegenüber verhalten soll. Um Rose bei ihrem Coming-out zu helfen, versucht er ihr klarzumachen, dass er stets hinter ihr stehen wird – egal, was auch immer sie ihm erzählen möchte.
Am Ende der ersten Staffel outet sich Rose gegenüber ihrem besten Freund Kenny.

### Staffel 2
Nachdem sich Rose gegenüber ihrem Vater outet, reagieren beide erleichtert über die Situation. Sie erzählt Vanessa in der Schule davon, diese distanziert sich aber sofort.
Als Nathan eines Tages aus Versehen Rose bei Vanessas Mutter outet, verbietet sie Vanessa jeglichen Kontakt zu Rose. Die streng religiöse Mutter befürchtet, dass die „Krankheit“ Homosexualität sonst auch auf Vanessa überspringen könnte. Rose und Nathan zerstreiten sich infolgedessen, weil Rose selbst die Entscheidungsgewalt darüber haben möchte, vor wem sie sich outet und weil sie nun das Gefühl hat, dass sie Vanessa auch als beste Freundin verlieren könnte. Aus Angst vor ihrer Mutter unterdrückt Vanessa weiterhin ihre Gefühle und versucht sich für Jungs zu interessieren.
Rose lernt die ebenfalls offen lesbische Claire in der Schule kennen. Nachdem sie sich zufällig in der Selbsthilfegruppe der PFLAG (Parents, Families, and Friends of Lesbians and Gays) wieder treffen, möchte Rose sie näher kennenlernen, scheitert aber daran, dass sie sich zwischen Vanessa und Claire hin- und hergerissen fühlt und sich über ihre Gefühle zu letzterer nicht im Klaren ist.
Die Staffel endet damit, dass Rose sich durchringt, ein paar einschneidende Veränderungen an der Gestaltung ihres Zimmers vorzunehmen.

## Geschichte
JLeaver Presentations begann am 10. April 2010 die Dreharbeiten zu Out with Dad, nachdem im Februar die Schauspieler gecastet wurden. Die erste Folge wurde am 7. Juli 2010 auf Dailymotion hochgeladen, die Reaktionen darauf waren überwiegend positiv.
Am 1. März 2011 rief Jason Leaver in einen Blogpost die Zuschauer der Serie dazu auf, die Geschichte ihres eigenen Coming-outs zu erzählen, um so Ideen und Inspirationen für die Serie zu erhalten.
Für die dritte Staffel lief ein Fundraising-Projekt, durch das Zuschauer der Serie bestimmte Vorteile erlangen konnten. Out With Dad zeichnet sich dabei durch den engen Kontakt zu den Zuschauern aus, der sich in Form von aktiver Betreuung der Webpräsenz und Verfolgung der Kommentare auf verschiedenen Plattformen zeigt.

## Musik
Für die Musik der Webserie ist Komponistin und Produzentin Adrian Ellis verantwortlich. Neben eigenen Stücken werden auch Stücke anderer Künstler verwendet:
| Staffel | Folge | Lied Titel                          | Interpret       |
| ------- | ----- | ----------------------------------- | --------------- |
| 1       | 1     | Half Light                          | Lara Martin     |
| 1       | 2     | Heroes                              | Dan Beausoleil  |
| 1       | 4     | Time is Wasting                     | Dan Beausoleil  |
| 1       | 4     | Side Swept                          | Late July       |
| 1       | 4     | Steady Beating Drum                 | Lara Martin     |
| 1       | 7     | A Well Kept Secret                  | Late July       |
| 2       | 5     | What’s Left                         | Late July       |
| 2       | 5     | Kristy May                          | The Elwins      |
| 2       | 5     | Every Song I’ve Written             | Trio Argento    |
| 2       | 5     | Goodnight Lovers, Goodnight Thieves | Gavin Slate     |
| 2       | 6     | Apology                             | Dan Beausoleil  |
| 2       | 10    | Good Day                            | Robyn Dell’Unto |
| 2       | 11    | It Was Real                         | Livi            |
| 2       | 11    | White Lies                          | Lesley Pike     |
| 2       | 12    | Girl Who Stole The Sun              | The Mittenz     |
| 2       | 12    | Side Swept                          | Late July       |

## Auszeichnungen
- 2011: Nominierung bei 3rd Annual Indie Soap Awards in sieben Kategorien :[4]
  - Best Web Series (Drama)
  - Best use of Music
  - Best Actress (Drama): Kate Conway
  - Best Actor (Drama): Will Conlon
  - Best Supporting Actress (Drama): Lindsey Middleton
  - Best Writing (Drama): Jason Leaver
  - Best Breakout Performance (All shows): Wendy Glazier
- 2011: Nominierung bei Indie Intertubes in den Kategorien Best Show To Recommend to Your Mother und Audience Choice[5]
- 2011: Indie Intertube: Drama of the Week (für S02E01)[6]
- 2011: 2nd Annual Indie Soap Awards: Outstanding use of Music (Nominierungen auch für: Outstanding Lead Actor: Will Colon; Breakthrough Performance: Kate Conway; Outstanding Directing: Jason Leaver; Outstanding Writing: Jason Leaver)[7][8]
- 2011: LA Web Series Festival:[9][10]
  - Outstanding Drama Series: Producer Eric Taylor and Creator/Producer Jason Leaver
  - Outstanding Lead Actress: Kate Conway
  - Outstanding Lead Actor: Will Conlon
  - Outstanding Writing: Jason Leaver
  - Outstanding Directing in Drama Series: Jason Leaver
- 2011: Nominierung für die 15th Annual Webby Awards in den Kategorien: Best Drama in Online Film & Video und Webby People’s Voice Award[11]
- 2011: Unterstützt von PFLAG Canada (Parents, Families and Friends of Lesbians and Gays)[12]
- 2011: Nominierung für den Digi Award in der Kategorie: Best Web Series: Drama (Bekanntgabe: 6. Dezember 2011)[13] und aufgenommen in den Index „The List“ Canada’s digital elite[12]

- 2012: LA Web Series Festival:
  - Grand Jury Prize
  - Outstanding Drama Series
  - Outstanding Ensemble Cast in a Drama: Kate Conway, Will Conlon, Lindsey Middleton, Corey Lof, Laura Jabalee, Darryl Dinn, Jacob Ahearn, Wendy Glazier und Robert Nolan
  - Outstanding Direction in a Drama: Jason Leaver
  - Outstanding Writing in a Drama: Jason Leaver
  - Outstanding Cinematography in a Drama: Jason Leaver & Bruce Willian Harper

- 2013: Auszeichnungen bei 4th Annual Indie Soap Awards in den Kategorien:[14]
  - Best Web Series (Drama)
  - Best Breakout Performance: Caitlynne Medrek